# PLCG2
La fosfoinosítido fosfolipasa C gamma 2 (PLCG2) (EC 3.1.4.11) es una isozima humana de la enzima fosfoinosítido fosfolipasa C. Cataliza la reacción:
1-fosfatidil-1D-mio-inositol 4,5-bisfosfato + H2O {\displaystyle \rightleftharpoons } 1D-mio-inositol-1,4,5-trisfosfato + diacilglicerol
Tiene como función la producción de las moléculas mensajeras diacilglicerol e inositol 1,4,5-trifosfato. Es una enzima crucial en la señalización transmembrana. Utiliza como cofactor calcio. Es fosforilada en residuos tirosina por BTK y SYK en el momento que se produce la activación inducida por ligando de una variedad de receptores de factor de crecimiento y de receptores del sistema inmune. La fosforilación provoca un incremento de la actividad fosfolipasa. Contiene un dominio C2, un dominio manos EF, dos dominios PH, un dominio PI-PLC X-box, un dominio PI-PLC Y-box, dos dominios SH2 y un dominio SH3.